# Recuita
En llenguatge coŀloquial a la indústria també es fa servir el terme recuit.

Tractaments tèrmics

Diagrama ferro carboni a la zona dels acers

La recuita és, en metal·lúrgia i la ciència dels materials, un tractament tèrmic que altera un material, provocant canvis a les seves propietats com la resistència i duresa. És un procés que produeix mitjançant l'escalfor les condicions per sobre de la temperatura de cristal·lització, mantenint una temperatura estable i, a continuació, es refreda. La recuita s'utilitza per induir la ductilitat, estovar els metalls, alleujar tensions internes, millorar l'estructura, fent-la homogènia, i millorar les propietats mecàniques en fred dels metalls.
La temperatura d'escalfament està entre 600 i 700 °C. El refredament és lent.

## Tipus de recuita
- Recuita de regeneració o total, quan es tracta d'estovar l'acer i regenerar la seva estructura. Consisteix a escalfar l'acer a una temperatura entre 30 °C i 50 °C superior a la crítica, mantenir la temperatura durant un temps i deixar-lo refredar lentament a fi d'aconseguir un gra fi que faciliti la seva mecanitzat i una perlita amb una configuració més dislocada. En general es deixa refredar dins del mateix forn i s'aconsegueixen estructures amb grans masses de perlita envoltades de ferrita o cementita.
- Recuita de globulització, s'utilitza normalment en acers hipereutectoides per afavorir el mecanitzat. S'escalfa la peça uns 15 °C a 50 °C per sobre de l'equilibri i es deixa refredar.
- Recuita subcrítica, és a dir, realitzada a temperatures inferiors a la crítica. Les principals recuites subcrítiques són: 
  - Recuita d'estovament. És un tractament que es dona als acers després de la forja o laminació en calent, per eliminar tensions i duresa de cara a un mecanitzat posterior. S'escalfa la peça a una temperatura inferior a la crítica i després es deixa refredar a l'aire lliure.
  - Recuit contra acritud. Es fa en els materials laminats o perfilats en fred, per treure'ls l'acritud i augmentar la seva tenacitat i afavorir la formació de cristalls. És un tractament similar a l'anterior però realitzat a temperatura encara inferior.